# 비트버거
비트버거(BeatBurger)는 SM 엔터테인먼트와 V 엔터테인먼트의 5인조 공동 프로젝트 그룹이며, 2014년 9월 29일에 《Electric Dream / Beat Burger》로 데뷔했다.

## 팀의 결성, 그리고 데뷔까지
어렸을 때부터 일렉트로닉 음악에 관심이 많았던 심재원은 음악에 한참 빠져있었을 때, 평소 알고 지내던 에픽하이의 DJ 투컷에게 디제잉을 배우게 되면서 디제잉에 관심을 가지게 되었다. 이후 스스로 장비를 마련해 디제잉을 독학하던 중에 평소 알고 지내던 밴드 스키조 리더 주성민이 자신이 운영하던 홍대 클럽에서 디제잉을 해보자고 제안했고 심재원은 정식 디제이 데뷔를 하게 되었다 이후 심재원과 주성민은 2009년 초 쯤에, 일렉트로닉 록 그룹 비트버거를 결성했다. 그렇게 팀을 결성한 둘은 여러 클럽에서 공연을 하면서 팀원이 더 필요하다는 걸 느꼈고, 심재원은 DJ 투컷에게 팀에서 활약할 수 있을 만한 래퍼를 소개해달라고 부탁했다. DJ 투컷은 무브먼트 크루의 객원 래퍼인 MQ를 소개했고, 심재원은 MQ를 팀의 래퍼로 전격 영입했다. 이후 주성민은 같은 소속사의 작곡가인 플래시핑거에게 그룹 활동을 제의했으며, 플래시핑거가 이를 받아들여 팀의 신시사이저로 영입했다. 제법 인원을 갖춘 그들은 주성민 플레쉬핑거 소속사 브이엔터테인먼트가 매니지먼트를 담당하였고 클럽은 물론 월드디제이페스티벌 울트라뮤직페스티벌등 유명 음악 페스티벌과 싱기포르 스웨덴 일본 미국 투어 또한 개최하며 글로벌 일렉트로닉 음악 매니아들에게 그들의 이름을 알렸다. 심재원은 "우리를 제법 알렸으니 이제 음반을 내자"고 생각했고, SM Yellow Studio에서 사운드 엔지니어로 일하고 있는 구종필의 프로듀싱 아래 그들은 밤잠을 설쳐가면서 음반 작업에 몰두했으며, 마침내 그들은 2014년 9월 29일 첫 음반을 SM 
엔터테인먼트를 통해 발매하며 공식 데뷔를 하게 되었다. 현재 그들은 대한민국을 대표하는 일렉트로닉 록 그룹으로서 활발한 활동을 하고 있다.